# Nokia Lumia 820
Nokia Lumia 820 este un smartphone proiectat, dezvoltat și comercializat de către Nokia. 
Smartphone-ul este disponibil în 7 culori: galben, roșu, cyan, violet, alb, gri și negru.
Lumia 820 are un ecran AMOLED de 4.3 inchi cu rezoluția de 800 x 480 de pixeli și care beneficiază de tehnologia ClearBack.
Procesorul este Qualcomm Snapdragon cu două nuclee de 1.5 GHz, memoria RAM de 1 GB și bateria este de 1650 mAh.
Memoria internă este de 8 GB, slot pentru card microSD care este extensibil până la 64 GB, camera de 8 megapixeli cu înregistrare video 1080p și camera pe față de 0.3 megapixeli cu înregistrare video 480p. Are USB 2.0, Bluetooth 3.0, Wi-Fi 802.11 a/b/g/n, NFC, 4G LTE, magnetometru și A-GPS.
Versiunea mobilă a Office-ului permite crearea, vizualizarea fișierelor de tip Excel, Word, Powerpoint și este compatibil cu Microsoft Outlook.